# Preussen
 (octobre 2023).
Si vous disposez d'ouvrages ou d'articles de référence ou si vous connaissez des sites web de qualité traitant du thème abordé ici, merci de compléter l'article en donnant les références utiles à sa vérifiabilité et en les liant à la section « Notes et références ».
Le Preussen (ou Preußen, ce qui signifie Prusse en allemand) est un navire voilier à cinq-mâts carré marchand allemand qui fut construit en 1902 à Bremerhaven-Geestemünde par les chantiers Joh. C. Tecklenborg pour la compagnie de transport maritime hambourgeoise F. Laeisz (connue aussi sous le nom de Flying P-Liner) et utilisé pour le transport du nitrate.

## Histoire
C'est le seul navire cinq-mâts carré de la flotte de commerce au monde, et le grand voilier le plus rapide. C'est l'un des sept navires à cinq mâts construits entre 1890 et 1921. Pour son élégance et ses propriétés particulières navigantes, ce grand voilier était surnommé à son époque « la Reine des Reines de la Mer ».
En 1910, il fut victime d'un abordage dans la Manche par un paquebot à vapeur. En voulant gagner Douvres pour réparer, il s'échoua sur la côte, à l'est de la ville.
Il est considéré comme l'un des navires à voile les plus grands ayant jamais existé, c'est-à-dire le navire à voiles carrées le plus grand sans moteur (voir la liste des plus grands voiliers). Le seul navire à voile sans moteur qui soit plus grand est la goélette à sept mâts Thomas W. Lawson.

## Caractéristiques

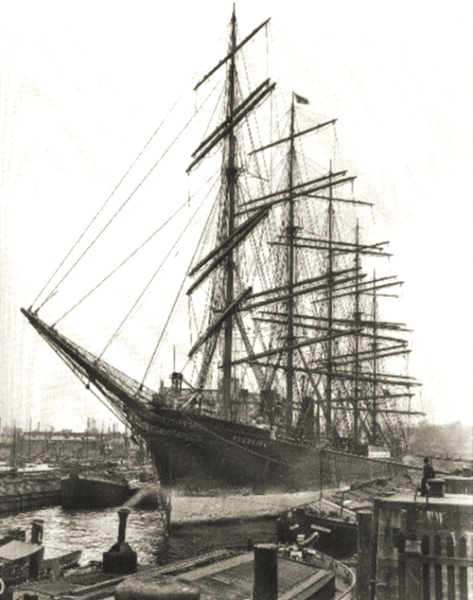
Le cinq-mâts Preussen en escale à Hambourg.

- Construction (coque, vergues, espars) : acier
- Gréement : cinq-mâts carré
- Suite (séquence) des mâts (par devant à l'arrière) : mât de misaine, grand mât, grand mât central, mât de Laeisz (grand mât arrière), mât barré
- Constructeur : Dr. Georg Wilhelm Claussen
- Hauteur du grand-mât : 68 m (au-dessus de la quille), 58 m (au-dessus du pont)
- Longueur de la grand-vergue : 32 mètres ; longueur de la vergue de grand cacatois : 16 mètres
- Frais de construction : 1 200 000,00 Goldmark (marks d'or) (5 736 000,00 Euro)
- Classification : Lloyd's / Bureau Veritas +100A
- Premier commandant : Boye Richard Petersen (1902-1909)
- Autres  commandants : Jochim Hans Hinrich Nissen (1909-1910)
- Équipage : 45-49 hommes (équipage officiel : 46 hommes : 1 commandant, 3 seconds, 42 hommes)
- La plus grande distance en 24 heures : 392 Nq (28 juillet 1908, océan Indien); 426 Nq entre le 8 et le 9 novembre 1904 (océan Pacifique Sud en voyage à Chili)